# Njeru
Njeru är en stad i Uganda, och är belägen strax väster om Jinja, vid Vita Nilens utlopp ur Victoriasjön. Det är den största staden i Buikwedistriktet och folkmängden uppgår till cirka 175 000 invånare.

## Administrativ indelning
Njeru uppgraderades till municipality 2015, från att tidigare varit en town. I samband med detta slogs Njeru ihop med en del omgivande områden.
Njeru är indelad i tre administrativa divisioner:
- Njeru
- Nyenga
- Wakisi